# 전함사
전함사(典艦司)는 조선에서 조운선(漕運船)과 함선(艦船)의 관리를 담당하는 관청으로 경국대전에 그 내용을 법제화하였다.

## 전함사의 유례
전함사의 그 .
사수감은 태조 1년에 설치된 관청으로 전함을 만들고 수리하며 지방의 조세미를 운반하는 것 등을 지휘, 관리, 감독하는 역할을 하도록 만들었다. 태조가 처음 사수감을 설치했을 때에는 판사(判事) 2명(정3품), 감(監) 2명(종3품), 소감(少監) 2명(종4품), 승(丞) 1명, 겸승(兼丞) 1명(종5품) 주부(注簿) 3명, 겸주부(兼注簿) 1명 (종6품) 직장(直長) 2명(종7품), 녹사(錄事) 2명 (정8품)을 두어 그 규모가 군기감(軍器監)과 비슷했다.
태종 3년 6월 사수감(司水監)을 사재감(司宰監)에 합쳐 그 업무를 사재감에서 담당하도록 하다가 세종 14년 12월에 전함의 관리가 소홀해질 수 있다는 이조의 주청에 따라 사수색(司水色)을 새로 설치하고 도제조(都提調) 1인, 제조(提調) 2인, 별감(別監) 2인, 녹사(錄事) 2인을 두어 업무를 관장하게 했다.
세종 18년(1436) 5월 사수색(司水色)을 고쳐 수성전선색(修城典船色)이라 하였으며 별감 4명을 증원해 전선색의 기능을 확충했으며 축성 및 성의 보수 업무도 담당하게 하였다.
그러나 문종 1년(1451) 3월 수성 전선색 별감(修城典船色別監) 인원을 6명에서 4명으로 줄이고 그 역할에 대한 인식이 줄어 세조 6년에 이르러서는 조운 관리를 위해 세종 20년에 만들어진 전운색(轉運色)에 그를 합속시켜 버리자는 의견까지 나온다. 그러나 그 뒤의 기록을 보면 세조대에 전함사(司提調)로 개정한 것을 알 수 있고 전함사는 조운선(漕運船)과 전선의 관리 담당하게 된다. 경국대전에 그 내용을 법제화하였다.

## 참고 문헌
- 《조선왕조실록》